# 21-й цикл сонячної активності
21-й цикл сонячної активності — двадцять перший сонячний цикл, рахуючи від 1755 року, коли розпочався систематичний моніторинг кількості сонячних плям. Цикл тривав 10,5 років, від березня 1976 року до вересня 1986 року. Максимальне протягом цього сонячного циклу значення числа Вольфа для кількості сонячних плям спостерігалося у грудні 1979 року і становило 232,9, а початковий мінімум числа Вольфа складав 17,8. У мінімумі сонячної активності під час переходу від 21-го до 22-го циклу сонячної активності було загалом 273 днів без сонячних плям. Найбільший сонячний спалах цього циклу (X15) стався 11 липня 1978 року.
Під час цього циклу розпочався систематичний моніторинг повного потоку сонячного випромінювання з космосу.